# Srbská vlajka

Srbská vlajka
Poměr stran: 2:3

Srbská národní vlajka
Poměr stran: 2:3

Srbská námořní válečná vlajka
Poměr stran: 2:3

Vlajka Srbska je tvořena listem o poměru stran 2:3 se třemi vodorovnými pruhy – červeným, modrým a bílým. Přes pruhy, blíže žerdi, je položen srbský státní znak.
Trikolóra je složená z tradičních panslovanských barev. Pořadí pruhů může být interpretováno jako obrácená ruská zástava; k tomu se hned vážou dva příběhy o vzniku vlajky. V době prvního srbského povstání byla vybrána delegace, která putovala pro pomoc do Ruska. 
1. Podle první verze Rusové poskytli Srbům pomoc a ti jim za to chtěli projevit náklonnost tím, že budou bojovat pod ruskou vlajkou. Při návratu do Srbska však zapomněli přinést ruskou vlajku, zapomněli uspořádání pruhů a začalo se tak používat pořadí barev s bílou dole.
2. Druhá verze říká, že Rusové neposkytli pomoc a tak se zklamaní Srbové vrátili domů, kde jako symbol opovržení ruskou zástavou ji začali používat obrácenou. Ve Spojených státech amerických bývají například vyvěšovány vlajky obráceně těmi, kdož vyjadřují nesouhlas se zemí, či její vládou.

Srbskou námořní válečnou vlajku používají srbské ozbrojené síly na říční tocích.

Rozměry srbské vlajky
Vertikální zavěšení srbské vlajky
Vlajka srbského prezidenta Poměr stran: 1:1
Vlajka předsedy Národní skupštiny Poměr stran: 1:1

## Historické vlajky Srbska
|  | Srbské knížectví (1830–1882)                  |
|  | Srbské království (1882–1918)                 |
|  | Království SHS (1918–1941)                    |
|  | 1941–1944                                     |
|  | Socialistické Srbsko v rámci SFRJ (1945–1992) |
|  | Srbsko v rámci SRJ a SaČH (1991–2004)         |
|  | Vlajka samostatného Srbska (2004–2010)        |